# 자핑와
자핑와(가평요, 중국어 정체자: 賈平凹, 간체자: 贾平凹, 병음: Jiǎ Píng 'Āo, 1952년 2월 21일 ~ )는 중국의 소설가이다.
폐도(廢都)라는 작품으로 유명하며, 흔히 에로 작가로 오해할 수 있지만, 사실 그는 문화 대혁명 이후 바쁘게 돌아가는 사회 변화의 물결 속에서 부조리한 현식 속에 놓인 민족과 개인의 자아와 실존의 문제를 진지하게 고민했다.
고향이 산시성 상저우구였기 때문에 문화 대혁명과 대약진 운동 등에서 중앙 정부의 도움을 받지 못하고 오히려 낙후된 삶을 살아가야 했기 때문에 어린 시절을 매우 고통스럽게 보냈다. 자핑와는 자신의 소설에서 자신의 고향이 중국 고대 시대의 진나라와 한나라 등의 강력한 대국의 영광을 떠올렸고, 지금은 그저 농민들의 고뇌와 방황과 그들이 꿈구는 소박한 이상을 추적하기도 하였다.
《상저우(商州)》라는 작품 역시 상저우 구 주민들의 관찰자 시점에서 제작한 소설이다. 농민들의 실제 생활양상과 혼란과 민간 문화와 자연 환경 등을 표현하였고, 단순히 고향에 대한 향수에만 국한된 것이 아니라 개혁과 개방이라는 시대의 조류 속에서 작가 스스로가 당시에 가지고 있었던 중국 사회 전체에 대한 인식도 드러나 있다.